# Michele Vannucci
Michele Vannucci (Roma, 2 gennaio 1987) è un attore, regista e sceneggiatore italiano.

## Biografia
Nato nel 1987 a Roma, si è diplomato in regia al Centro sperimentale di cinematografia nel 2012. Dopo avere scritto e diretto una serie di cortometraggi e documentari, ha esordito al cinema nel 2016 con Il più grande sogno, presentato nella sezione Orizzonti della 73ª Mostra internazionale d'arte cinematografica di Venezia e che gli è valso una candidatura per il miglior regista esordiente ai David di Donatello. Nel 2020 dirige la serie televisiva Rai Mental.
Il suo secondo lungometraggio, Delta, con Alessandro Borghi e Luigi Lo Cascio, viene presentato al Festival del cinema di Locarno nel 2022.

## Filmografia

### Regista e sceneggiatore

#### Cinema
- Io tra di voi – cortometraggio (2011)
- Il cuore in tasca – cortometraggio (2011)
- Due di due – documentario, con Marta Pallagrossi (2011)
- Nati per correre – cortometraggio (2014)
- Una storia normale – cortometraggio (2015)
- Il più grande sogno (2016)
- Delta (2022)

#### Televisione
- Mental – serie TV, 8 episodi (2020)

### Attore

#### Cinema
- Ti stramo - Ho voglia di un'ultima notte da manuale prima di tre baci sopra il cielo, regia di Pino Insegno (2008)

#### Televisione
- Medicina generale 2 - serie TV (2008)
- Distretto di Polizia 9 - serie TV, episodio 9x03 (2009)
- La nuova squadra 2 - serie TV (2009)

## Riconoscimenti
- Annecy cinéma italien
  - 2017 – Premio speciale della giuria per Il più grande sogno
  - 2017 – Premio "Dauphine Libere" per Il più grande sogno
  - 2017 – Premio del Dipartimento per Il più grande sogno
- David di Donatello
  - 2017 – Candidatura al David di Donatello per il miglior regista esordiente per Il più grande sogno
- Mostra internazionale d'arte cinematografica di Venezia
  - 2016 – Menzione speciale FEDIC per Il più grande sogno
  - 2016 – Premio "Sorriso diverso" al miglior film italiano per Il più grande sogno
- Nastri d'argento
  - 2017 – Nastro d'argento SIAE per i nuovi sceneggiatori per Il più grande sogno
- Prix Italia
  - 2021 – Menzione speciale della giuria degli studenti per Mental
  - 2021 – Menzione speciale web fiction per Mental
- Premio Solinas
  - 2011 – Finalista nella sezione documentario per il cinema per Due di due